# Т-09103

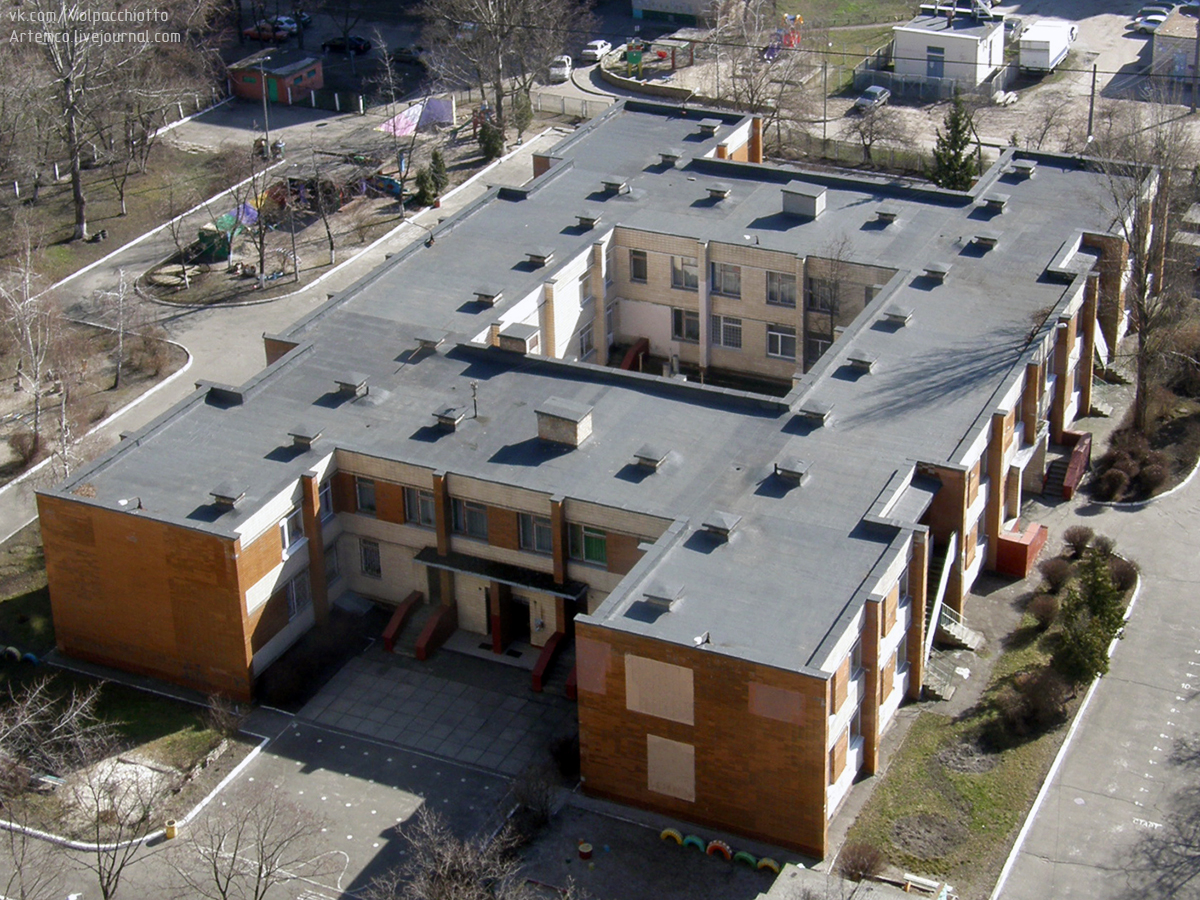
Харківський масив, вул. Архітектора Вербицького, 9В – дитячий садок № 774

Т-09103 — типовий проєкт великопанельного двоповерхового дитячого садка на 320 місць, розроблений Київпроєктом у 1980-і. Розміри по осях у плані: 60 × 36 м, загальна площа 2849 м², корисна 2333 м², кубатура 11300 м³. Зовнішні стіни облицьовані керамічною плиткою. Садочки за проєктом будувались у Києві.
Пізнаваною особливістю є Н-подібний план з патіо всередині.

## Галерея

фасад і план 1 поверху
план 2 поверху
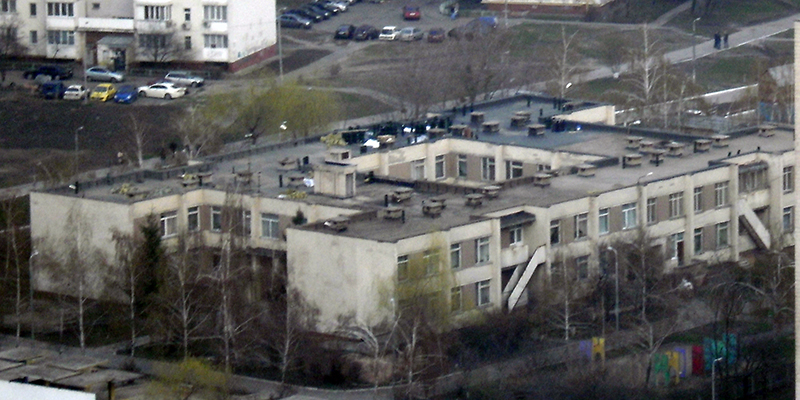
Харківський масив, вул. Тростянецька, 3а – дитячий садок № 800, 1989
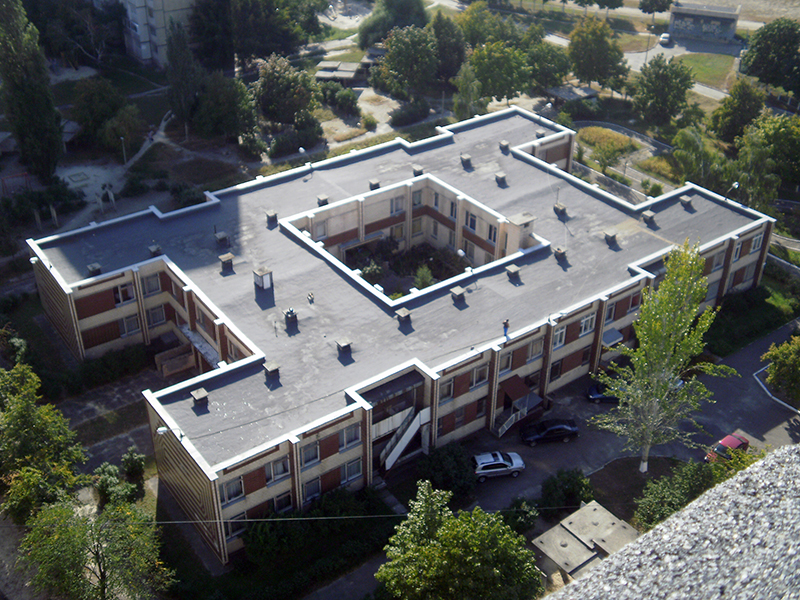
Троєщина, вул. Закревського, 43а – школа мистецтв ім. М. Д. Леонтовича
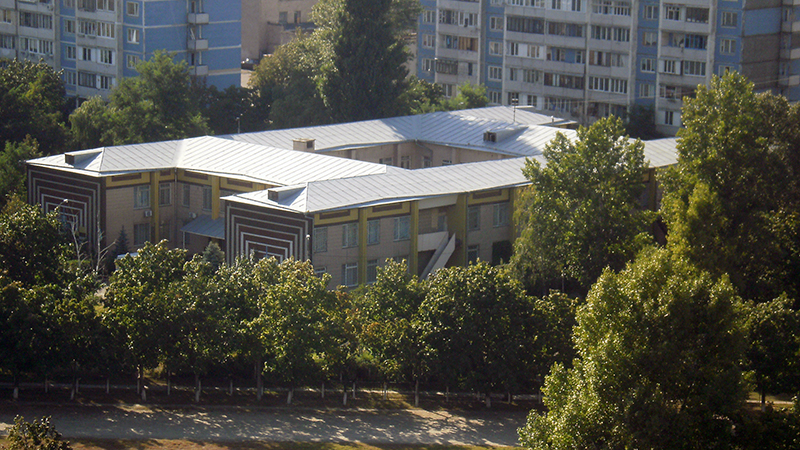
Троєщина, просп. Червоної Калини, 28в – притулок для неповнолітніх
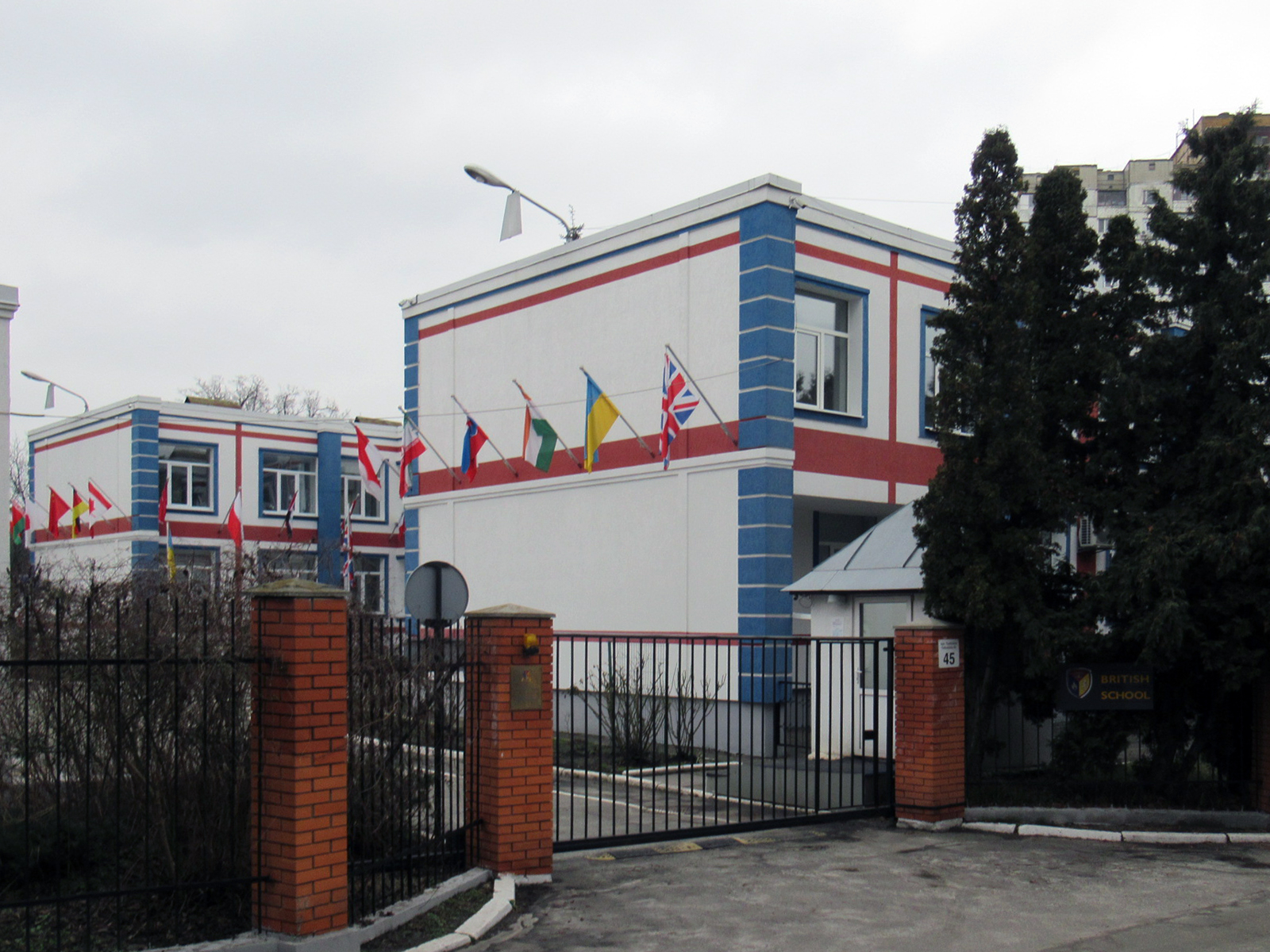
кампус Британської міжнародної школи на Нивках (вул. Василя Данилевича, 45) після ремонту
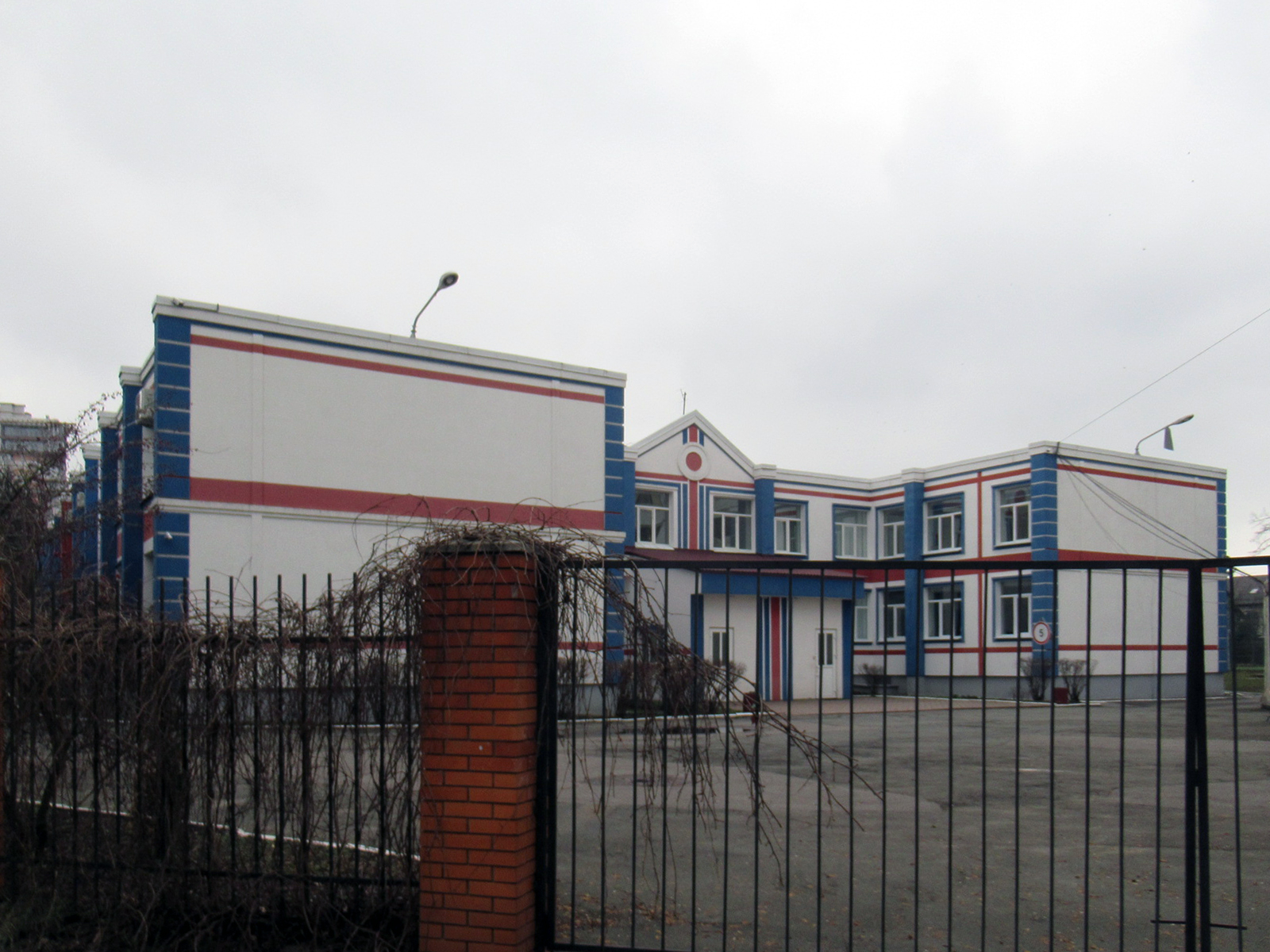
кампус Британської міжнародної школи на Нивках (вул. Василя Данилевича, 45) після ремонту